# Korg

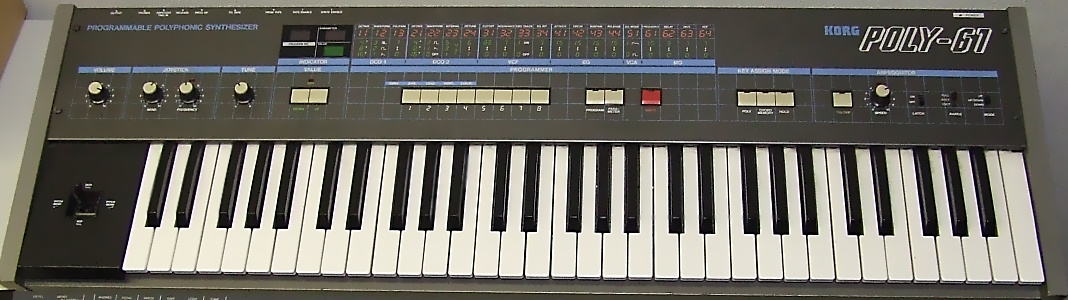
Korg Poly 61

Korg es una empresa japonesa de instrumentos musicales electrónicos y afinadores de guitarra.

## Historia de la compañía

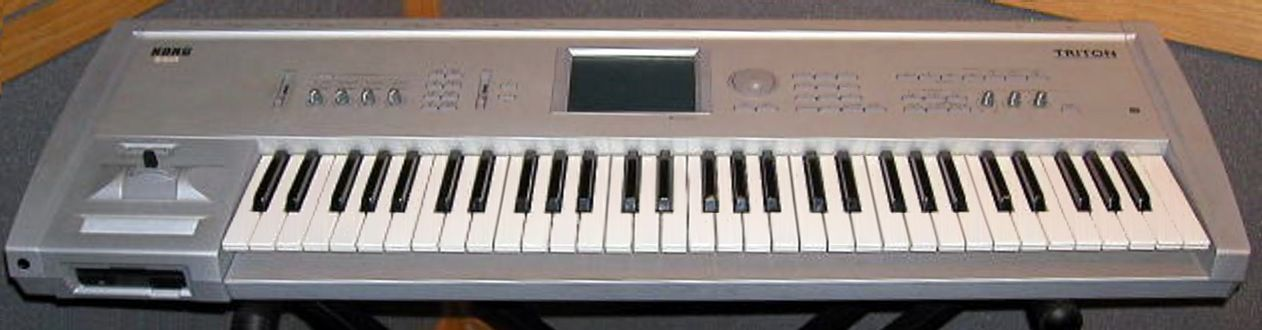
Korg Triton clásico

Fue fundada en 1962 por Tsutomu Kato y Tadashi Osanai con el nombre de Keio Electronic Laboratories(KELT). Este nombre se debía a que sus primeras oficinas estaban localizadas cerca de la línea de trenes de Keio en Tokio. Antes de fundar la compañía, Kato trabajaba en un club nocturno. Osanai, quien era graduado de la Universidad de Tokio, además de acordeonista notable, tocaba en forma regular en ese club acompañado por un generador de ritmos Sideman de la empresa Wurlitzer. Insatisfecho con este aparato, Osanai convenció a Kato de financiar sus esfuerzos de construir un mejor dispositivo.
El primer producto de la empresa, presentado en 1963, fue un dispositivo electro-mecánico de ritmos llamado Disc Rotary Electric Auto Rhythm machine (Máquina de ritmo automática de disco rotatorio eléctrico) también llamado Donca Matic DA-20. Debido al éxito de este dispositivo, Keio presentó una versión electrónica denominada Donca Matic DE-20, en 1966.
En 1967, Kato se acercó al Ingeniero Fumio Mieda, quien deseaba iniciarse en la construcción de teclados musicales. Impulsado por el entusiasmo de Mieda, Kato le pidió construir un prototipo de teclado y 18 meses después Mieda le presentó un órgano programable. La compañía Keio vendió este órgano bajo la marca Korg, hecha de la combinación de su nombre con la palabra órgano, en inglés (Organ).
Los órganos producidos por Keio fueron exitosos a finales de los años 60' y principios de los 70' pero, consciente de la competencia con los grandes fabricantes de órganos ya establecidos, Kato decidió usar la tecnología del órgano electrónico para construir teclados dirigidos al mercado de los sintetizadores. De hecho, el primer sintetizador de Keio (MiniKorg) fue presentado en 1973. Después del éxito de este instrumento, Keio presentó diversos sintetizadores de bajo costo durante los años 70 y 80 bajo la marca Korg.
Korg diversificó eventualmente sus operaciones a los mercados de la grabación musical y de guitarras eléctricas.
Actualmente, Korg se encuentra a la vanguardia en la fabricación de sintetizadores musicales profesionales con su serie de workstations, y en la definición de nuevas herramientas musicales con su tecnología Kaoss.

## Modelos producidos por Korg
- 1963 - Donca-Matic DA-20.
- 1966 - Donca-Matic DE-20.
- 1973 - Korg Mini-Korg 700.
- 1975 - Korg WT-10: Primer afinador electrónico portátil en el mundo.
- 1975 - Korg Maxi-Korg 800DV.
- 1977 - Korg PS-3100, Korg PS-3200, Korg PS-3300.
- 1978 - Korg MS-20 | Korg MS-10.
- 1978 - Korg VC-10 Vocoder.
- 1979 - Korg m500 Micro Preset- Korg Delta.
- 1980 - Korg Mono/Poly.
- 1981 - Korg Polysix.
- 1982 - Korg Poly-61: Primer sintetizador sin botones.
- 1983 - Korg Poly-800
- 1983 - Korg SAS-20: Primer teclado generador de arreglos.
- 1985 - Korg DW-8000/DW-6000.
- 1985 - SuperDrums y SuperPercussion: Baterías electrónicas de bajo costo.
- 1986 - Korg DSS-1.
- 1987 - Korg 707.
- 1988 - Korg M1.
- 1989 - Korg T series (T1/T2/T3).
- 1991 - Korg 01W.
- 1991 - Korg Wavestation.
- 1993 - Korg Modelos X3, X2 y X3R.
- 1993 - Korg i3|Korg i3 Interactive Music Workstation.
- 1994 - Korg X5.
- 1994 - Korg i2.
- 1995 - Korg i1.
- 1995 - Korg i4S.
- 1995 - Korg i5S.
- 1995 - Korg i5M.
- 1995 - Korg ih.
- 1996 - Korg Prophecy.
- 1996 - Korg Trinity
- 1996 - Korg N264-N364.
- 1996 - Korg X5D.
- 1997 - Korg Z1.
- 1997 - Korg iX300.
- 1998 - Korg N5-N5ex.
- 1998 - Korg iS50.
- 1998 - Korg i30.
- 1999 - Korg Triton.
- 1999 - Korg Kaoss Pad.
- 1999 - Korg i40M.
- 1999 - Korg iS50B.
- 2000 - Korg MS-2000.
- 2000 - Korg Pa80.
- 2000 - Korg Pa60.
- 2001 - Korg KARMA.
- 2001 - Korg Triton Studio.
- 2002 - Korg MicroKorg.
- 2002 - Korg Triton LE.
- 2003 - Korg Pa1X Pro.
- 2003 - Korg MS-2000B.
- 2003 - Korg microKONTROL.
- 2004 - Korg Legacy Collection.
- 2004 - Korg Pa1X.
- 2004 - Korg Triton Extreme.
- 2005 - Korg Oasys.
- 2006 - Korg TR.
- 2006 - Korg Radias.
- 2006 - Korg PadKontrol.
- 2006 - Korg Kaoss Pad 3.
- 2006 - Korg MicroX.
- 2006 - Korg X50.
- 2007 - Korg M3.
- 2007 - Korg R3.
- 2008 - Korg M50.
- 2010 - Korg Monotrón.
- 2010 - Korg SV1.
- 2010 - Korg PS60.
- 2011 - Korg Kronos.
- 2012 - Korg KronosX.
- 2012 - Korg Krome.
- 2012 - Korg Pa600.
- 2013 - Korg Kross.
- 2013 - Korg MS-20 mini.
- 2014 - Korg Kronos 2 (Modelo 2015).
- 2016 - Korg Kronos 2 Platinum Limited Edition - 88 Teclas.
- 2017 - Korg Kronos 2 Gold Limited Edition - 88 Teclas.
- 2017 - korg pa 700.
- 2017 - Korg pa 1000.
- 2018 - Korg Prologue.
- 2018 - Korg Kross 2.
- 2018 - Korg EK-50.
- 2019 - Korg Krome EX.
- 2019 - Korg i3.
- 2020 - Korg SV2.
- 2021 - Korg Nautilus.